# Пе (буква еврейского алфавита)
Пе, также пей (ивр. פֵּא‎) — семнадцатая буква еврейского алфавита.
Одна из пяти букв с конечной формой в конце слова выглядит как ף. Имеет числовое значение (гематрию) 80.

## Произношение
Буква פ — одна из шести букв бегед-кефет, получающих дагеш каль. Это означает, что в начале слова и в некоторых других случаях эта буква обозначает звук [p], а во всех остальных случаях читается как [f].
В современном иврите, если слово заканчивается на звук [f] (как собственные, так и иноязычные слова), то буква פ в конце приобретает конечную форму ף (например, עוף — «птица», קוף — «обезьяна»), в противном случае, если любое иноязычное слово заканчивается на звук [p], то эта буква в конце слова будет иметь такую же форму, как и в начале или середине слова (например, קליידוסקופ — «калейдоскоп»).
В языке идиш эта буква без точки внутри обозначает звук [f] и называется фей, а с точкой — считается отдельной буквой, обозначает звук [p] и называется пей.

## Происхождение
Палеоеврейская буква пе, вместе с аналогичной ей финикийской буквой  и древнеханаанской  происходят от протосинайской буквы  либо , пиктограммы рта (др.-евр. פה‬, пе) или угла (др.-евр. פאה‬, пеа).